# Филадельфия (сыр)

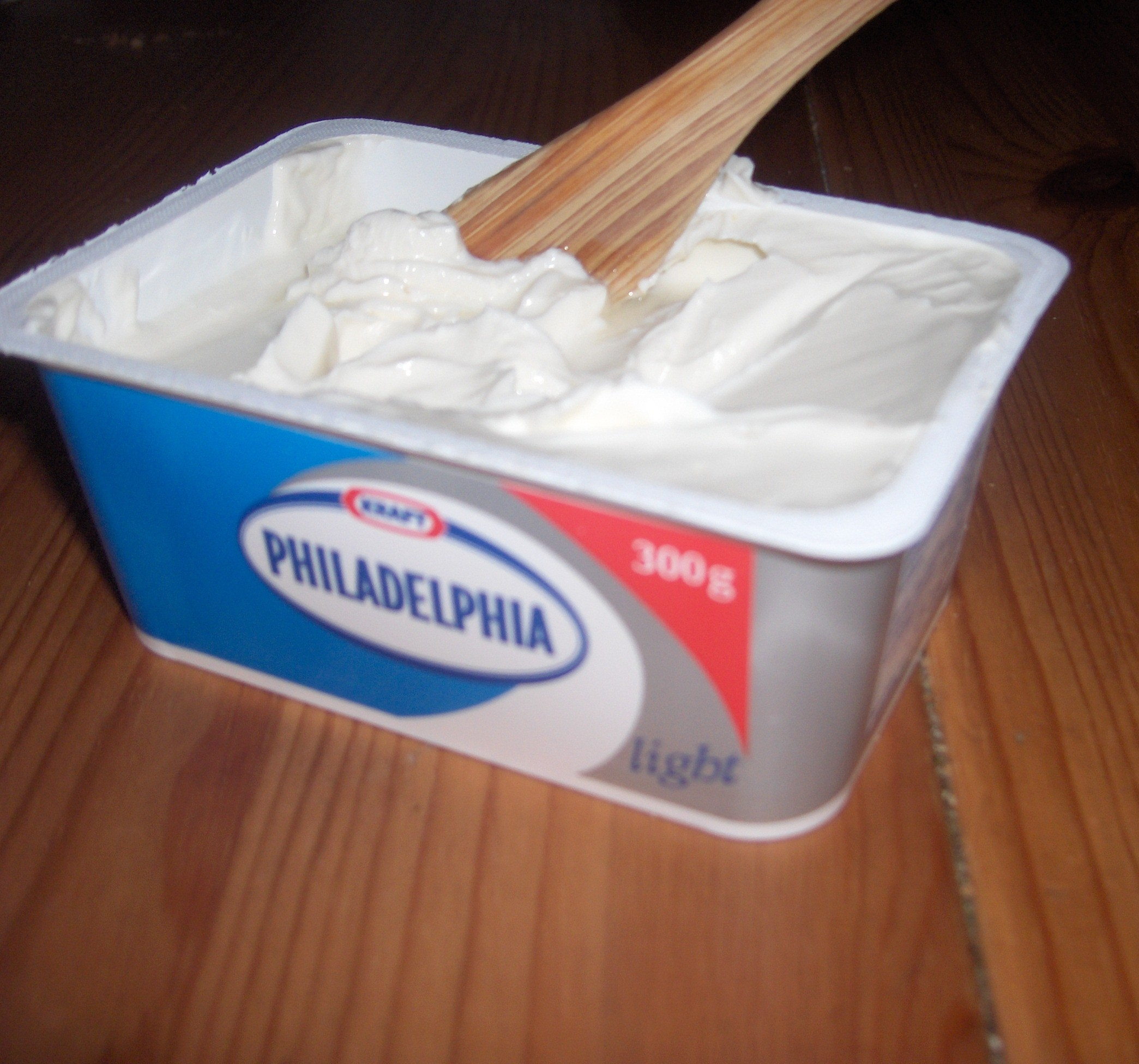
Открытый сливочный сыр

Филадельфия (англ. Philadelphia) — бренд сливочного сыра, созданный в 1929 году Арнольдом Рубеном. Принадлежит компании Kraft Foods.

## История сыра
В 1872 году в городе Честере, штат Нью-Йорк известный молочник Вильям Лоуренс приготовил революционно новый сливочный сыр.
В 1880 году этот сыр стал упаковываться в фольгу и продаваться под маркой Empire Company. В 1902 под торговой маркой Phenix Cheese Company of New York. А в 1929 году Арнольд Рубен дал название сыру Philadelphia, в честь города в США.

## Популярность
Сыр Philadelphia продаётся в 94 странах мира. Также есть рецепты блюд с этим сливочным сыром.